# インディゴデータ
株式会社インディゴデータ（Indigodata Co., Ltd.）は、東京都中央区に本社を置きツール開発およびコンサルティング業務、教育事業などを提供している日本の情報通信事業者。

## 概要
2019年5月23日に株式会社SMSデータテックから分社化した。
その後、データ分析基盤の構築・分析ダッシュボード等を含むデータDXサービス「PigData」を提供。
2023年12月15日現在は、データ収集事業、データ分析事業、データ経営推進事業、システム設計･開発･運用の4つを事業内容に掲げている。

## 主なサービス
- スクレイピング代行
- シフト自動最適化AIソリューション
- 営業リスト作成・管理ダッシュボード
- SNS分析サービス
- サイトモニタリングサービス
- 競合監視・分析サービス

## 沿革
- 2019年（令和元年）
  - 5月23日 - 株式会社インディゴデータを設立（資本金1千万円）
  - 6月1日 - 「PigDataスクレイピング代行[1]」提供開始
  - 11月1日 - SNS･掲示板の炎上検知「MOEN」提供開始
- 2021年（令和3年）
  - 2月1日 - 株式会社分析屋と事業提携
  - 9月1日 - シフト自動最適化AIソリューション「Optamo for Shift」提供開始
  - 12月1日 - 24時間サイトモニタリングサービス「トーワ」提供開始
- 2022年（令和4年）
  - 1月5日 - 株式会社フォルシアと事業提携
  - 2月1日 - データ収集分析サービス「PigData」リニューアル[2]